# 1802 a tudományban
Az 1802. év a tudományban és a technikában.

## Biológia
- Pierre André Latreille elkezdte publikálni Histoire naturelle générale et particulière des crustacés et insectes című munkáját.
- George Montagu publikálja Ornithogical Dictionary; or Alphabetical Synopsis of British Birds munkáját.
- Az evolúciós gondolkodás története
  - Jean-Baptiste Lamarck publikálja Recherches sur l'Organisation des Corps Vivants című munkáját.
  - Gottfried Reinhold Treviranus publikálja Biologie; oder die Philosophie der lebenden Natur munkáját.

## Csillagászat
- Heinrich Wilhelm Olbers március 28-án felfedezi a 2 Pallas kisbolygót.
- William Herschel először használja a kettőscsillag kifejezést arra, hogy egy csillag egy másik csillag körül kering.

## Díjak
- Copley-érem: William Hyde Wollaston

## Fizika
- Johann Wilhelm Ritter megépíti az első elektorkémiai cellát.

## Geológia
- John Playfair Edinburgh-ban publikálja Illustrations of the Huttonian Theory of the Earth (A Föld Hutton-féle elméletének szemléltetése) című művét, melyben James Hutton geológiai elméletét foglalta össze és tette érthetőbbé.

## Kémia
- Thomas Wedgwood felfedez egy kémiai eljárást, amivel fotókat lehet rögzíteni ezüst-nitrát segítségével.
- James Smithson rájön, hogy a cink-karbonátok igazi karbonátok és nem cink-oxidok, ahogy azt korábban gondolták.

## Orvostudomány
- Párizsban megnyílik az első gyermekkórház, a Necker-Enfants Malades.
- Megalapítják a London Fever Hospitalt.
- Charles Bell publikálja The Anatomy of the Brain, Explained in a Series of Engravings című munkáját.

## Születések
- február 6. - Charles Wheatstone, angol feltaláló († 1875)
- augusztus 5. - Niels Henrik Abel, norvég matematikus († 1829)
- október 10. - Hugh Miller, skót geológus († 1856)
- december 15. - Bolyai János, magyar matematikus († 1860)

## Halálozások
- április 18. - Erasmus Darwin, angol orvos, aki a Zoonomia könyv szerzője (* 1731)
- november 16. - André Michaux, francia botanikus (* 1746)